# The Magic Mumble Jumble
The Magic Mumble Jumble ist eine deutsch-niederländische Folk-Pop-Band.

## Geschichte
Die erste nennenswerte Veröffentlichung der 2015 gegründeten Band war der Song Home, der noch im Gründungsjahr auf einer Kompilation des Bayerischen Rundfunks erschien. 2016 folgte ihr Debütalbum The Magic Mumble Jumble, das während eines Live-Auftrittes aufgenommen wurde. Im Herbst 2017 veröffentlichten sie ihre EP We All Want Sunshine und brachten im November 2018 ihr zweites Album Show your Love heraus. 2019 wurde auch der Auftritt der Band auf dem Burg-Herzberg-Festival 2018 als Album veröffentlicht. Im Jahr 2020 lud das ZDF die Band zu einem Auftritt im ZDF-Morgenmagazin ein. Während der Pandemie erschienen 2020 die beiden Singles We Are One und Don’t Forget und 2021 das Album The Secret Recordings.

## Festivals
Die Band spielte auf verschiedenen Musikfestivals, darunter beim Tollwood-Festival, dem Open Ohr Festival, dem Würzburger Festival Umsonst und Draußen, dem Aschaffenburger KOMMZ, dem Burg-Herzberg-Festival, dem Weinturm Open Air, dem Rudolstadt-Festival und dem Nürnberger Bardentreffen. Weitere Auftritte hatten sie in Veranstaltungsstätten wie dem Amsterdamer Paradiso, dem Reutlinger Kulturzentrum franz.K oder der Mannheimer Alten Feuerwache. Ende 2019 spielten The Magic Mumble Jumble ihre erste ausverkaufte Headliner-Tour in Deutschland.

## Diskografie
Alben
- 2016: The Magic Mumble Jumble
- 2018: Show Your Love
- 2019: Live at Burg Herzberg Festival
- 2021: The Secret Recordings

Singles
- 2019: First Time with You
- 2020: We Are One
- 2020: Don’t Forget
- 2021: I Just Wanna
- 2021: You Got a Love
- 2021: World Will Keep On Spinning Round
- 2022: Love Don’t Let Go
- 2023: Eyes

EPs
- 2017: We All Want Sunshine

Kompilationen
- 2015: Home auf der BR – Heimatsound Vol. 2 (Sony Music)